# کوه چلنجر
کوه چلنجر (به انگلیسی: Mount Challenger) یک کوه در ایالات متحده آمریکا است که در واشینگتن واقع شده‌است. کوه چلنجر ۲٬۵۰۱٫۵۲ متر بالاتر از سطح دریا واقع شده‌است.